# Hermann Höller
Hermann Höller (* 22. August 1907 in Vöcklabruck; † 11. Mai 1992) war ein österreichischer Maler.

## Leben
Hermann Höller wurde als Sohn des erfolgreichen Möbel- und Kunsttischlers Simon Höller geboren, sein Vater betrieb auch eine kleine Furniersäge am Diesenbach am Rande von Vöcklabruck. Sein Vater erhielt 1875 eine Ehrenvolle Anerkennung seines Wirkens durch das Preisgericht anlässlich der Ausstellung des Landwirtschaftlichen Bezirksvereins Vöcklabruck und 1884 die bronzene Staatspreis-Medaille im Rahmen der Landes-Industrie- und Forstausstellung in Steyr. Seine Mutter, welche den Haushalt und die Betriebsarbeiter betreute, verstarb 1919 51-jährig viel zu früh, als Hermann erst 11 Jahre alt war. Die Magd Resl übernahm den Haushalt und die Betreuung der fünf Kinder und wurde später von Hermann Höller in verschiedenen Techniken skizziert und porträtiert.
Hermann Höller besuchte die Volks- und Hauptschule in Vöcklabruck und machte danach die Lehre in der elterlichen Tischlerlei. Sein malerisches Talent führte dazu, dass er ab 1925 eine Lehre in einem Maler- und Vergolderbetrieb in Vöcklabruck machte und 1928 mit dem Gesellbrief abschloss. Es folgte ein Fachkurs in Dekorationsmalerei am Gewerbeförderungsinstitut der Wiener Malergenossenschaft, wo Höller die Meisterprüfung machte, der Leiter des Kurses August Hoffmann empfahl Höller an die Akademie zu gehen. Höller studierte von 1929 bis 1937 an der Akademie der Bildenden Künste Wien, anfangs bei Wilhelm Dachauer und danach bei Ferdinand Andri Holzschnitt-, Fresko- und Sgraffito-Technik, beide Professoren hatten einen künstlerischen Weg vom Handwerk zur Malerei, ein Weg der auch auf Höller zutrifft. Während des Studiums entwickelten sich Freundschaften zum Malerkollegen, wie Sepp Mayrhuber, Friedl von Spaun, Albrecht Löser.
Von 1940 bis 1945 war Höller bei der Wehrmacht, von 1942 bis 1945 in Norwegen. 1947 heiratete er die Salzburgerin Berta Höller, geborene Blaha, sie hatte am Mozarteum Konzertharfe und Klavier studiert und war von 1942 bis 1945 in Salzburg mit der Volksliedpflege in Stadt und Land betraut, wurde später eine bekannte Interpretin und Lehrerin der Tiroler Volksharfe. 1948 wurde die Tochter Maria und 1951 der Sohn Hermann jun. geboren.
Höller arbeitete nach dem Krieg als selbständiger Künstler. Als über 60-Jähriger leistete er sich von 1969 bis 1973 den Besuch der Sommerakademie Salzburg für Kurse in Lithographie, Radierung, Aktzeichnen und Bildhauerei.

## Anerkennungen
- 1977 Berufstitel Professor
- 1977 Ehrenzeichen in Gold der Stadt Vöcklabruck

## Werke
Höllers Arbeiten finden sich breit mit Querbezügen der verschiedenen Techniken in Zeichnungen, Aquarellen, Holzschnitten, Radierungen, Lithographien, Ölbildern, Fresken, Sgraffiti, Reliefs und einer ersten Skulptur, die der schon über 60-jährige Künstler fertigte.
Seine vielfältigen Werke wurden in Ausstellungen in Narvik, Mannheim, Bayreuth, Graz, Salzburg, Wels, Linz und mehrmals in Vöcklabruck gezeigt.

### Illustrationen
- 1962 Alte Magd. zum Gedicht Dienstboten von Anton Wildgans, Wiener Monatshefte. Zeitschrift für Kultur, Unterhaltung und Wissen. Nr. 2/1962.
- 1983 Mutter mit Kind. zum Gedicht Mutter von Wolfgang Juchum

### Porträts
- 1958 Karl Heinrich Waggerl
- 20 Rektorenportraits, u. a. zu Anton Tautscher

### Kunst am Bau
- Sgraffito Haus der Jugend. In Liebe gebunden – frei für die Welt am Kolpinghaus Vöcklabruck
- Sgraffito Hl. Martin in Attnang-Puchheim
- 1970 Großes Sgraffito Darstellung der Stadt Vöcklabruck im Jahr 1774 nach der Zeichnung von J.F. Erdpresser in der Sparkasse Vöcklabruck, bei einem Umbau abgetragen
- Sgraffito Hl. Georg an einem Gasthof in Unterach am Attersee, bei einem Umbau abgetragen
- 1970 Fresko Urkundenüberreichung 1134. Übergabe der Brücke über die Vöckla durch den Edlen Pilgrim von Weng und Puchheim sowie Wezilo von Schöndorf, einen Ministerialen des Grafen Adalbert von Regau, in die Schutzherrschaft des Salzburger Erzbischofs Konrad I. von Abenberg im Jahre 1134. im Schalterraum der Sparkasse Vöcklabruck[2]
- mit Friedl von Spaun: Kriegerdenkmal in Zederhaus, Marmorrelief Lebensgroßer liegender gefallener Soldat[3]